# 車騎將軍
車騎將軍是中國古代的高級將領官名。漢制，位次於大將軍及驃騎將軍，而在衛將軍及前、左、右、後將軍之上，位次上卿，或比三公。漢時，車騎將軍主要掌管征伐背叛，有戰事時乃拜官出征，事成之後便罷官。東漢末年開始成為常設的將軍官名，唐朝之後廢除。

## 沿革
將軍之名最早從春秋時代的秦、晉開始出現。戰國時有大將軍，東周末期則有前、後、左、右將軍，至秦朝時將軍之官開始變多。

## 西汉
車騎將軍最初出现在在楚漢時期，齊國齊王田廣下面有將『华毋伤』，爲車騎將軍。此後薄昭、灌嬰、周亞夫、金日磾、程不识亦曾擔任之。
西汉车骑将军共有二十一人担任。大半是外戚。

## 东汉
東漢章帝時，曾令其舅馬防為車騎將軍，征討西羌的叛亂，事後還師之後乃罷其名。漢和帝亦以其舅竇憲為車騎將軍，令其征討匈奴，其位在三公之下；後來因功遷為大將軍，位即在三公之上；不過在征討西羌還師之後，亦罷其大將軍之名。漢安帝時，西羌再次叛亂，安帝亦拜其舅鄧騭為車騎將軍，出兵征討。之後數年又罷其名。到了東漢末年，政治灰暗，大將軍及車騎將軍開始成為常設之官，但亦開始浮濫，漢靈帝多將車騎將軍之名過拜給其寵信，或追封給已死之臣，過於浮濫的結果，因而被批評說：
「美號加於頑兇，印綬汙於腐屍，虧國家之舊，傷虓武之重。昔年有睹被髮之祥，知其為戎。今假號雲集，不亦宜乎。」

## 三国
三國時魏國的車騎將軍地位較低，如果其軍職為都督，則儀與四征將軍相同。如果沒有擔任都督，就算是持節，亦隸屬在四征將軍之下，其地位與前後左右、雜號將軍相同。在朝中班位則次於三司。 

## 晋朝
晉朝時，車騎將軍又不在四征將軍之下，其制與驃騎將軍等相同。而車騎將軍如果有開府，則位同諸公，品秩俸賜亦與諸公相同。

## 隋唐
隋朝時，車騎將軍又隸屬於驃騎府。唐朝之後乃廢除其官。